# Инюха (приток Волги)
Инюха — река в России, протекает по Конаковскому району Тверской области. Река впадает в Иваньковское водохранилище, на 3022 км по правому берегу Волги. Кроме этой реки в Иваньковское водохранилище впадает другая Инюха, которая до образования водохранилища была притоком Шоши.
Длина реки составляет 12 км.

## Данные водного реестра
По данным государственного водного реестра России относится к Верхневолжскому бассейновому округу, водохозяйственный участок реки — Волга от города Тверь до Иваньковского гидроузла (Иваньковское водохранилище), речной подбассейн реки — бассейны притоков (Верхней) Волги до Рыбинского водохранилища. Речной бассейн реки — (Верхняя) Волга до Куйбышевского водохранилища (без бассейна Оки).
Код объекта в государственном водном реестре — 08010100712110000002992.